# Oceania Rugby
Oceania Rugby (OR), hasta junio del 2015 llamada Federación de Uniones de Rugby de Oceanía (FORU) es el órgano rector del rugby en Oceanía. Fue fundado en 2000 para representar los intereses de ese deporte en el continente ante el ente mundial, World Rugby. Actualmente tiene 14 miembros de pleno derecho y 1 miembro asociado.

## Rankings de selecciones
| Ranking masculino                  |     |                    |         |
| Actualizado al 16 de enero de 2021 |     |                    |         |
| OR                                 | WR  | Selección          | Puntaje |
| 1                                  | 3   | Nueva Zelanda      | 88.95   |
| 2                                  | 6   | Australia          | 83.08   |
| 3                                  | 11  | Fiyi               | 76.87   |
| 4                                  | 13  | Tonga              | 71.44   |
| 5                                  | 15  | Samoa              | 70.72   |
| 6                                  | 52  | Islas Cook         | 45.11   |
| 7                                  | 83  | Papúa Nueva Guinea | 33.68   |
| 8                                  | 94  | Niue               | 28.63   |
| 9                                  | 96  | Tahití             | 27.79   |
| 10                                 | 99  | Islas Salomón      | 23.81   |
| 11                                 | 104 | Vanuatu            | 15.45   |
| 12                                 | 105 | Samoa Americana    | 13.53   |

| Ranking femenino                   |    |                    |         |
| Actualizado al 16 de enero de 2021 |    |                    |         |
| OR                                 | WR | Selección          | Puntaje |
| 1                                  | 2  | Nueva Zelanda      | 93.88   |
| 2                                  | 5  | Australia          | 78.68   |
| 3                                  | 16 | Samoa              | 59.72   |
| 4                                  | 21 | Fiyi               | 52.62   |
| 5                                  | 26 | Tonga              | 42.07   |
| 6                                  | 42 | Papúa Nueva Guinea | 36.86   |

Nota: Las selecciones de Oceania Rugby que no figuran en el ranking, es porque sus uniones aún no están afiliadas a World Rugby.

## Competiciones

### Rugby 15
| Torneo                            | Última edición          | Campeón vigente     |
| --------------------------------- | ----------------------- | ------------------- |
| Pacific Nations Cup               | Edición de 2024         | Fiyi                |
| Pacific Challenge                 | Apia 2024               | Junior Japan        |
| Oceania Rugby Cup                 | Papúa Nueva Guinea 2022 | Papúa Nueva Guinea  |
| Oceania Rugby Junior Championship | Sunshine Coast 2022     | Nueva Zelanda (M20) |
| Oceania Rugby Junior Trophy       | Nukualofa 2022          | Samoa (M20)         |

| Torneo                             | Última edición | Campeón vigente |
| ---------------------------------- | -------------- | --------------- |
| Oceania Rugby Women's Championship | Brisbane 2024  | Fiyi            |

### Rugby 7
| Torneo         | Última edición | Campeón vigente |
| -------------- | -------------- | --------------- |
| Oceania Sevens | Brisbane 2023  | Nueva Zelanda   |

| Torneo                  | Última edición | Campeón vigente |
| ----------------------- | -------------- | --------------- |
| Oceania Sevens Femenino | Brisbane 2023  | Australia       |

## Miembros
Miembros de Oceania Rugby:
| País               | Federación                                            | Selección          |
| ------------------ | ----------------------------------------------------- | ------------------ |
| Australia          | Australian Rugby Union                                | Australia          |
| Fiyi               | Fiji Rugby Union                                      | Fiyi               |
| Islas Cook         | Cook Islands Rugby Union                              | Islas Cook         |
| Islas Salomón      | Solomon Islands Rugby Union                           | Islas Salomón      |
| Nauru              | Nauru Rugby Union                                     | Nauru              |
| Niue               | Niue Rugby Union                                      | Niue               |
| Nueva Caledonia    | Nouvelle Calédonie Rugby Union                        | Nueva Caledonia    |
| Nueva Zelanda      | New Zealand Rugby                                     | Nueva Zelanda      |
| Papúa Nueva Guinea | Papua New Guinea Rugby Football Union                 | Papúa Nueva Guinea |
| Polinesia Francesa | Fédération Tahitienne de Rugby de Polynésie Française | Tahití             |
| Samoa              | Samoa Rugby Union                                     | Samoa              |
| Samoa Americana    | American Samoan Rugby Union                           | Samoa Americana    |
| Tonga              | Tonga Rugby Union                                     | Tonga              |
| Tuvalu             | Tuvalu Rugby Union                                    | Tuvalu             |
| Vanuatu            | Vanuatu Rugby Football Union                          | Vanuatu            |
| Wallis y Futuna    | Comité Territorial de Rugby Wallis et Futuna          | Wallis y Futuna    |